# Zdzisław Drożdżal
Zdzisław Drożdżal (ur. 14 września 1942 w Widzewie, zm. 18 listopada 2023) – polski bokser,  mistrz Polski.
Boks zaczął trenować w 1959, ponadto uprawiał także lekkoatletykę (biegi na 800 m i 1500 m). Boksował w wadze muszej (do 51 kg). Był w niej mistrzem  Polski w 1967, wicemistrzem w 1962 oraz brązowym medalistą w 1966. Był również mistrzem Polski juniorów w wadze papierowej (do 48 kg) w 1960.